# Reicherz
Reicherz ist die Bezeichnung für ein Erz mit einem besonders hohen Metallgehalt.
Solche Anreicherungen bilden sich beispielsweise sekundär in der Zementationszone von ansonsten unbauwürdigen Lagerstätten durch langanhaltende Verwitterungsprozesse. Sie werden deshalb auch Reicherzzone genannt.
Bei primären Anreicherungen auf Ganglagerstätten spricht man vom Erzfall.
Es gibt jedoch keine festen Grenzen, ab welchem Metallgehalt ein Erz als Reicherz gilt. Dies hängt in hohem Maße vom Wert des Metalls und den technisch und wirtschaftlich praktikablen Aufbereitungsverfahren ab. Beispielsweise galt Eisenerz mit einem Fe-Gehalt von 50 oder mehr Prozent in den 1950er-Jahren als Reicherz.